# Mineiros do Tietê
Mineiros do Tietê este un oraș în São Paulo (SP), Brazilia.